# Васильцівська волость
Васильцівська волость — історична адміністративно-територіальна одиниця Полтавського повіту Полтавської губернії з центром на хуторі Слиньки.
Станом на 1885 рік складалася з 109 поселень, 14 сільських громад. Населення — 7532 особи (3539 чоловічої статі та 3993 — жіночої), 1195 дворових господарств.
|                     | Площа, десятин | У тому числі орної, дес. |
| ------------------- | -------------- | ------------------------ |
| Сільських громад    | 5253           | 4501                     |
| Приватної власності | 11173          | 6256                     |
| Казенної власності  | 359            | —                        |
| Іншої власності     | 100            | 99                       |
| Загалом             | 16885          | 10856                    |

Основні поселення волості:
- Слиньки — колишній державний хутір при річці Брошна за 28 верст від повітового міста, 140 осіб, 21 дворове господарство, постоялий будинок.
- Мар'ївка — колишнє власницьке село при річці Брошна, 250 осіб, 36 дворових господарств, православна церква, постоялий будинок, 2 ярмарки на рік.
- Матвіївка — колишнє державне та власницьке село при річці Воропай, 765 осіб, 29 дворових господарств, постоялий будинок.
- Милорадове  — колишнє власницьке село при річці Ковжижа, 895 осіб, 208 дворових господарств, 2 православні церкви, школа, богодільня, 2 постоялий будинки, 4 лавки, 3 ярмарки на рік.
- Микільська — колишнє власницьке село при річці Брошна, 509 осіб, 34 дворових господарств.